# Mehmet Türüt
Mehmet Türüt (ur. 2 stycznia 1945) – turecki zapaśnik walczący w stylu klasycznym. Olimpijczyk z Monachium 1972, gdzie odpadł w eliminacjach w kategorii 74 kg.